# La Thuile
La Thuile – miejscowość i gmina we Włoszech, w regionie Dolina Aosty.
Według danych na styczeń 2009 gminę zamieszkiwało 767 osób przy gęstości zaludnienia 6,1 os./1 km².

## Bibliografia

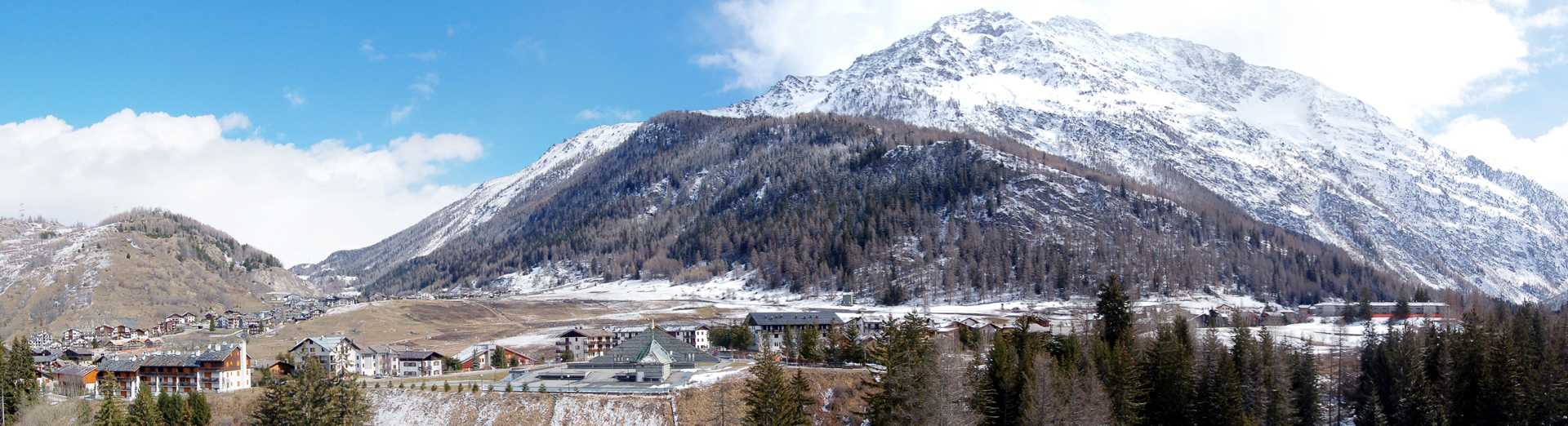
Panorama La Thuile